# Mickey Mouse Adventures
 (mai 2025).
Mickey Mouse Adventures est une bande dessinée de Disney publiée pour la première fois par Disney Comics de 1990 à 1991. Elle présentait la souris Mickey Mouse comme personnage principal avec d'autres personnages de son univers. 
La bande dessinée compte 18 numéros, d'avril 1990 à septembre 1991.